# Can Remigio
Can Remigio és un edifici del municipi de Vidreres (Selva) inclosa en l'Inventari del Patrimoni Arquitectònic de Catalunya.

## Descripció
Es tracta d'un edifici entre mitgeres de dues plantes i coberta a façana. Consta de dues obertures, una per planta, amb marcs de pedra. La porta té una gran llinda de forma rectangular decorada amb els baixos relleus d'una ferradura a cada costat i d'un escut o emblema central que conté una enclusa, tres ferradures i la llegenda "Jacob 1561" (a més d'altres parts de difícil lectura). A la part esquerra de la llinda hi ha, inscrita en molt baix relleu, una mena de ballesta de factura presumiblement més moderna.
La finestra superior, enganxada amb la llinda per tres blocs sustentats, té l'ampit i els muntants amb motllures que retallen els angles i amb pinacles a la base.
Dos llums antics de ferro penjats a banda i banda de la porta clouen i emmarquen aquest edifici.
Es poden observar unes obres de reforma del sostre, on s'ha alçat un metre de paret sobre la línia de la teulada.

## Història
La llinda de la porta principal té la data de 1561 i, possiblement, era l'establiment i/o l'habitatge d'un ferrer.
A la llinda de la finestra hi ha la inscripció abreviada de "Iesus" (IHS), comuna en llindes i llegendes d'inscripcions.